# Pentafluorek bromu
Pentafluorek bromu, nazwa Stocka: fluorek bromu(V), BrF
5 – nieorganiczny związek chemiczny z grupy fluorków, w którym brom występuje na V stopniu utlenienia. Związek ten znajduje zastosowanie w analizie izotopów tlenu. Jest również testowany jako utleniacz ciekłych paliw rakietowych.
Po raz pierwszy BrF
5 otrzymano w 1931 roku poprzez reakcję bromu cząsteczkowego z gazowym fluorem:
Br
2 + 5F
2 → 2BrF
5
Niekiedy stosuje się również metodę otrzymywania związku korzystającą z bromku potasu zamiast cząsteczek bromu:
KBr + 3F
2 → BrF
5 + KF
Pentafluorek bromu reaguje z wodą bardzo gwałtownie, jednakże dodatek acetonitrylu spowalnia hydrolizę, w której wyniku tworzy się kwas bromowy oraz kwas fluorowodorowy:
BrF
5 + 3H
2O → HBrO
3 + 5HF